# Ашби (город, Миннесота)
Ашби (англ. Ashby) — город в округе Грант, штат Миннесота, США. На площади 1,5 км² (1,4 км² — суша, 0,1 км² — вода), согласно переписи 2002 года, проживают 472 человека. Плотность населения составляет 341,3 чел./км².
- Телефонный код города — 218
- Почтовый индекс — 56309
- FIPS-код города — 27-02422[1]
- GNIS-идентификатор — 0639472[2]